# Poil de carotte (1932)
Poil de carotte is een Franse dramafilm uit 1932 onder regie van Julien Duvivier. Destijds werd de film uitgebracht onder de titel Peenhaar.

## Verhaal
François is de zoon van mevrouw Lepic. Hij wordt „Peenhaar” genoemd door zijn moeder. Haar man weet dat hij niet de vader is van François, maar het stel blijft getrouwd voor de schijn. Mijnheer Lepic is erg afstandelijk tegenover François. Wanneer hij erachter komt wat zijn moeder François allemaal aandoet, groeien de jongen en zijn pleegvader toch dichter tot elkaar.

## Rolverdeling
| Acteur             | Personage       |
| ------------------ | --------------- |
| Harry Baur         | Mijnheer Lepic  |
| Robert Lynen       | François Lepic  |
| Louis Gauthier     | Peetoom         |
| Simone Aubry       | Ernestine Lepic |
| Maxime Fromiot     | Félix Lepic     |
| Colette Segall     | Kleine Mathilde |
| Marthe Marty       | Honorine        |
| Christiane Dor     | Annette         |
| Catherine Fonteney | Mevrouw Lepic   |